# Lolol
Lolol är en kommun i Chile.   Den ligger i provinsen Provincia de Colchagua och regionen Región de O'Higgins, i den södra delen av landet, 170 km sydväst om huvudstaden Santiago de Chile.
Trakten runt Lolol består i huvudsak av gräsmarker. Runt Lolol är det glesbefolkat, med 17 invånare per kvadratkilometer.